# فانگ سای-یوک
فانگ سای-یوک (انگلیسی: Fong Sai-yuk) یا فانگ شیو انگلیسی: Fang Shiyu) رزمی‌کار و قهرمان مردمی و ملی اهل چین بود.
او از اهالی ژاوکینگ در استان گوانگ‌دونگ بود و نامش نخستین بار در منابع ووشیا در دوران حکمرانی دودمان چینگ (۱۶۴۴ تا ۱۹۱۲) ذکر شده است.
پدر او یک بازرگان ثروتمند و مادرش قهرمان ورزش‌های رزمی بود و خودش با پنج مرشد در ارتباط بود.
زندگی او موضوعِ فیلم‌های بسیاری از دههٔ ۵۰ میلادی تا کنون بوده است که از آن میان، می‌توان به افسانه و افسانه ۲ با بازی جت لی اشاره کرد.